# Aérodrome de Brienne-le-Château
L’aérodrome de Brienne-le-Château (code OACI : LFFN) est un aérodrome ouvert à la circulation aérienne publique (CAP), situé sur les communes de Saint-Christophe-Dodinicourt et de Lassicourt à 5 km de Brienne-le-Château et à 40 km au nord-est de Troyes dans l’Aube (région Champagne-Ardenne, France).
Il est utilisé pour la pratique d’activités de loisirs et de tourisme (aviation légère, hélicoptère et parachutisme). Sa gestion est assurée par le Conseil général de l'Aube.

## Histoire
La création d'un premier aérodrome fut possible grâce aux actions du maire de l'époque Gabriel Bonvalot, s'appuyant sur l'aide de Georges Clémenceau et du Comité National pour l’Aviation Militaire (CNAM) fondé en 1912, permettant un appel au financement de l'aviation militaire. Ces actions résultent en l'inscription de Brienne parmi la soixantaine d'emplacements réservés en 1912 pour les "stations d'atterrissage" destinés à l'armée de l'air.
L’aérodrome est inauguré le 27 juillet 1913 avec une fête organisée par le maire Gabriel Bonvalot rassemblant 20 000 spectateurs et mettant en scène des avions volant et faisant des acrobaties aériennes au dessus de l'aérodrome,.
L'aérodrome fut conservé comme terrain de secours après la Première Guerre mondiale entre 1924 et 1939, mais fut abandonné en 1947 dû à une piste trop courte ne pouvant être étendue que dans une direction défavorable, ainsi que son inutilité en cas de période humide détrempant les sols. Un hangar subsiste encore aujourd'hui comme vestige de l'existence de la base aéronautique.
Un second aérodrome fut construit au début des années 1950 à 5 km de Brienne, non loin de Lassicourt.De 1953 à 1965, il sert de base opérationnelle de desserrement pour l’OTAN sous le nom de base aérienne de Vitry-Brienne. L'aérodrome accueillit les soldats de l'US Air Force puis l'US Army en stationnement en Europe durant la Guerre froide.

## Installations
L’aérodrome dispose de deux pistes orientées est-ouest (10/28) :
- une piste bitumée longue de 1 305 m et large de 30 ;
- une piste en herbe longue de 727 m et large de 50.

Pour accueillir éventuellement une cinquantaine d'avions de chasse, trois grands hangars sont construits à partir de 1956.
L’aérodrome n’est pas contrôlé. Les communications s’effectuent en auto-information sur la fréquence de 123,425 MHz.

## Activités
- Association aéronautique briennoise.
- Depuis l'été 2013 le « Garage des blogs » y tourne régulièrement leurs vidéos[6].
- L'émission Top Gear France y est tournée depuis fin 2014[7].
- Parachutisme[8].
- Les vidéastes Sylvain Lévy et Pierre Chabrier y ont effectué plusieurs tournages pour les besoins du format "Ça fait quoi ?" de la chaîne YouTube Vilebrequin.